# لسان الدين بن الخطيب
أَبُو عَبْدِ اللهِ مُحَمَّدُ بْنْ عَبْدِ اللهِ بْنِ سَعِيدِ بْنِ عَبْدِ اللهِ بْنِ سَعِيدِ بْنِ عَلِي بْنِ أَحْمَدَ اَلسَّلْمَانِي اَلْخَطِيبِ المعروف بِلِسَانِ اَلدِّينِ ابْنِ اَلْخَطِيبِ والمُلقب بـ ذِي الْوِزَارَتَيْنِ وَذي اَلْعُمْرَيْنِ وَذُي اَلْمِيتَتَيْنِ، (لوشة، 25 رجب 713 هـ/1313م - فاس، 776 هـ/ 1374م) كان علامة أندلسيا فكان شاعرا وكاتبا وفقيها مالكيا ومؤرخا وفيلسوف وطبيبا وسياسيا من الأندلس درس الأدب والطب والفلسفة في جامعة القرويين بمدينة فاس. يشتهر بتأليف قصيدة «جَادَكَ الْغَيْثُ» وغيرها من القصائد والمؤلفات. قضّى معظم حياته في غرناطة في خدمة بلاط محمد الخامس من بني نصر وعرف بلقب ذُو اَلْوِزَارَتَيْنِ: الأدب والسيف. نـُقِشت أشعاره على حوائط قصر الحمراء بغرناطة.
نشأ لسان الدين في أسرة عرفت بالعلم والفضل والجاه، وكان جده الثالث «سعيد» يجلس للعلم والوعظ فعرف بالخطيب ثم لحق اللقب بالأسرة منذ إقامتها في لوشة ، وتأدّب في غرناطة على شيوخها، فأخذ عنهم القرآن، والفقه، والتفسير، واللغة، والرواية، والطب.

## حياته ووفاته
كان يعيش في عصر بني نصر وهم حكام مملكة غرناطة. درس الأدب والطب والفلسفة في جامعة القرويين بفاس انتقلت أسرته من قرطبة إلى طليطلة بعد وقعة الربض أيام الحكم الأول، ثم رجعت إلى مدينة لوشة واستقرت بها. وبعد ولادة لسان الدين في رجب سنة 713 هـ انتقلت العائلة إلى غرناطة حيث دخل والده في خدمة السلطان أبي الحجاج يوسف، وفي غرناطة درس لسان الدين الطب والفلسفة والشريعة والأدب. ولما قتل والده سنة 741 هـ في معركة طريف كان مترجماً في الثامنة والعشرين، فحل مكان أبيه في أمانة السر للوزير أبي الحسن بن الجيّاب. ثم توفي هذا الأخير بالطاعون الجارف، فتولى لسان الدين منصب الوزارة. ولما قتل أبو الحجاج يوسف سنة 755 هـ وانتقل الملك إلى ولده الغني بالله محمد استمر الحاجب رضوان في رئاسة الوزارة وبقي ابن الخطيب وزيراً.
ثم وقعت الفتنة في رمضان من سنة 760 هـ، فقتل الحاجب رضوان وأقصي الغني بالله الذي انتقل إلى المغرب الأقصى وتبعه ابن الخطيب وبعد عامين استعاد الغني بالله الملك وأعاد ابن الخطيب إلى منصبه وتعرف على علماء بلاد المغرب وأصحاب مناصبها كابن خلدون الحضرمي الإشبيلي وغيره وبدأ فيها يكتب بعض آثاره المنظومة والمنثورة.كما تقلّد بعض المناصب الحكومية ولذلك كان يتوخى تسلم زمام الأمور على الإطلاق، فأخذ يقوم بإبعاد رقبائه، الأمر الذي كلّفه حياته. حتى أنه لم يكن يحتمل وجود صديقه الشهير عبد الرحمن ابن خلدون في غرناطة، إذ كان يقلقه اهتمام الغني بالله به. ثم شعر ابن الخطيب بأنّ أعداءه، أخذوا يكيدون له عند الغني بالله، وتخيّل أن الغني بالله أخذ يميل إلى قبول وشاياتهم، فاتّصل سرّاً بالسلطان المريني أبي فارس عبد العزيز بن أبي الحسن المريني، فوعده بأن يؤمّن له الحماية اللازمة والرعاية الكافية، وأخذ منه عهداً بالإقامة في كنفه. عندئذ استأذن الغنيّ بالله في تفقّد الثغور، وسار إليها في لمّة من فرسانه، ومعه ابنه عليّ، فمال إلى جبل طارق، فتلقّاه قائد الجبل، بناء على أمر السلطان المريني ابي فارس المريني فأجاز إلى سبتة في جمادى الآخرة من عام 773 هـ، ثم توجّه إلى فاس عاصمة الدولة المرينية فوصلها في التاسع عشر من رجب من العام المذكور، واستقبله السلطان أحسن استقبال، وأحلّه من مجلسه محل الاصطفاء.
وفي الشهر نفسه من السنة نفسها أرسل السلطان المريني سفيره إلى غرناطة، فأتى بأسرة ابن الخطيب مكرّمة. حينها وجّه إليه القاضي النباهي تهمة الإلحاد والزندقة والطعن في الشريعة والوقوع في جناب الرسول الكريم، بعد أن نعى عليه تدخّله في شؤون القضاء أيام ولايته القضاء، فأصدر فتوى بإحراق كتبه، فأحرقت في ساحة غرناطة، وصودرت أملاكه، واستحثّ السلطان المريني على تسليمه لإجراء العقوبة عليه، فرفض. ولمّا توفي السلطان المريني ابي فارس في ربيع الآخر من عام 774 هـ فقد ابن الخطيب حاكماً مخلصاً يحميه من أعدائه. وكان ابن الأحمر يتوق إلى الانتقام منه فبعث وزيره أبا عبد الله بن زمرك تلميذ الخطيب وخلفه في الوزارة ليعمل على تحقيق هذه الرغبة بالتعاون مع حكومة فاس ووجهت إلى ابن الخطيب التهم القديمة التي وجهت إليه في غرناطة وصاغها القاضي أبو الحسن في قرار اتهامه ورأي السلطان أحمد أن يعقد مجلسا من رجال الدولة والشورى واستدعى ابن الخطيب إليه لمناقشته ومواجهته بالتهم المنسوبة في حقه وأخصها تهمة الإلحاد استنادا إلى ما ورد في بعض كتاباته ولاسيما بعض آراء وعبارات وردت في كتابه «روضة التعريف بالحب الشريف» فدس عليه الوزير سليمان بن داود بعض من حاشيته فطرقوا سجنه ليلاً ومعهم بعض الخدم الأندلسيين الذين جاءوا مع سفراء بن الأحمر وقتلوه خنقًا في سجنه واخرجوا جثته في الغد ودفنت بالمقبرة الواقعة تجاه باب المحروق أحد ابواب فاس القديمة ثم أخرجت جثته في اليوم التالي وطرحت فوق القبر وأضرمت حولها النار فأحترق شعر الرأس، وأسودت البشرة ثم أعيدت الجثة إلى القبر وتركت لتثوى الثواء الأخير ووقعت هذه المأساة الأليمة في ربيع الأول أو الثاني سنة 776هـ.[2] ويُجمِل المؤرخ ابن خلدون الحضرمي الإشبيلي حوادث هذه المأساة في قوله: «الهالك لهذا العهد شهيدًا بسعاية أعدائه» [3]

## مؤلفاته
ترك ابن الخطيب آثاراً متعددة تناول فيها الأدب، والتاريخ، والجغرافيا، والرحلات، والشريعة، والأخلاق، والسياسة والطب، والبيزرة، والموسيقى، والنبات:
- الإحاطة في أخبار غرناطة
- اللمحة البدرية في الدولة النصرية
- أعمال الأعلام فيمن بويع قبل الاحتلام من ملوك الإسلام: تحليل تاريخي وسياسي، يقدم نظرية أصناف المجتمع الخامسة، الكتاب في موقع أرشيف
- أوصاف الناس في التواريخ والصلات.
- كناسة الدكان بعد انتقال السكان: العلاقات السياسية بين مملكتي غرناطة والمغرب في القرن الثامن الهجري، من تراسله مع قادة مغاربة، الكتاب في موقع أرشيف
- خطرة الطيف في رحلة الشتاء والصيف: وصف رحلة مدتها 21 يوم من غرناطة إلى المريّة برفقة السلطان أبو الحجاج يوسف الأول، ويتكون من أبيات لها قافية[3]
- معيار الاختيار في ذكر المعاهد والديار: مقامة وصف فيها ابن الخطيب 34 مدن أندلسية، منها مالقة وغرناطة ورندة ويقارنها بمدن مغربية مثل طنجة ومكناس وفاس وسبتة التي زارها وهو منفى في المغرب[3]
- نفاضة الجراب في علالة الاغتراب: ألفه وهو منفى في المغرب للمرة الأولى، والكتاب عبارة عن مجموعة من أشعار المدح وكتابات عن التاريخ والجغرافية ورواية ذاتية في رحلته من الأطلس الكبير عودة إلى الأندلس[3]
- مشاهدات لسان الدين بن الخطيب في المغرب والأندلس
- مفاخرات مالقة وسلا: مقامة يقارن فيها بين مدينة مالقة ومدينة سلا
- تحفة الكتاب ونجعة المنتاب.
- الكتب المخطوطة
- السحر والشعر
- ريحانة الكتاب ونجعة المنتاب: من تراسله مع قادة مغاربة، الكتاب في المكتبة الشاملة
- روضة التعريف بالحب الشريف
- رسالة في السياسة
- مُثْلى الطريقة في ذم الوثيقة
- بستان الدول:
- ترك ابن الخطيب آثاراً متعددة تناول فيها الأدب، والتاريخ، والجغرافيا، والرحلات، والشريعة، والأخلاق، والسياسة والطب، والبيزرة، والموسيقى، والنبات والفلسفة وضاع كثير منها ولاسيما ما ألفه في التصوف والموسيقى والفلسفة ويبدو أنه أحرق فيما احرق بغرناطة سنة 773هـ في حادثة رميه بالإلحاد والزندقة من قبل أعدائه وحاسديه.

وغيرها من المؤلفات التي تبلغ حوالي 60 مؤلف بين مطبوع ومخطوط ومفقود ومن أبياته الشهيرة:

## مهامه
وليّ مناصب سياسية عديدة وعرف بذي الوزارتين: الأدب والسيف.
- كان وزيراً لدى محمد الخامس ابن الأحمر سلطان غرناطة حيث التقيا عندما كان الأخير لاجئاً عند السلطان يعقوب ابن عبد الحق المرينى.
- شارك في حملة المرينيين لاستعادة كل من غرناطة واشبيلية وأرسل إلى أبو يحيى الحفصي سلطان تونس يصف له انتصارات الحملة.
- كان صديقاً مقرباً لعبد الرحمن بن خلدون وقام بالتوسط له لدى أبو عنان المريني سلطان فاس ليخرجه من السجن ثم قدمه لمحمد الخامس ابن الأحمر.

## وصلات خارجية
- لسان الدين بن الخطيب على موقع الموسوعة البريطانية (الإنجليزية)
- لسان الدين بن الخطيب على موقع ميوزك برينز (الإنجليزية)
- بوابة الشعراء: ديوان لسان الدين بن الخطيب